# Ацтекська писемність

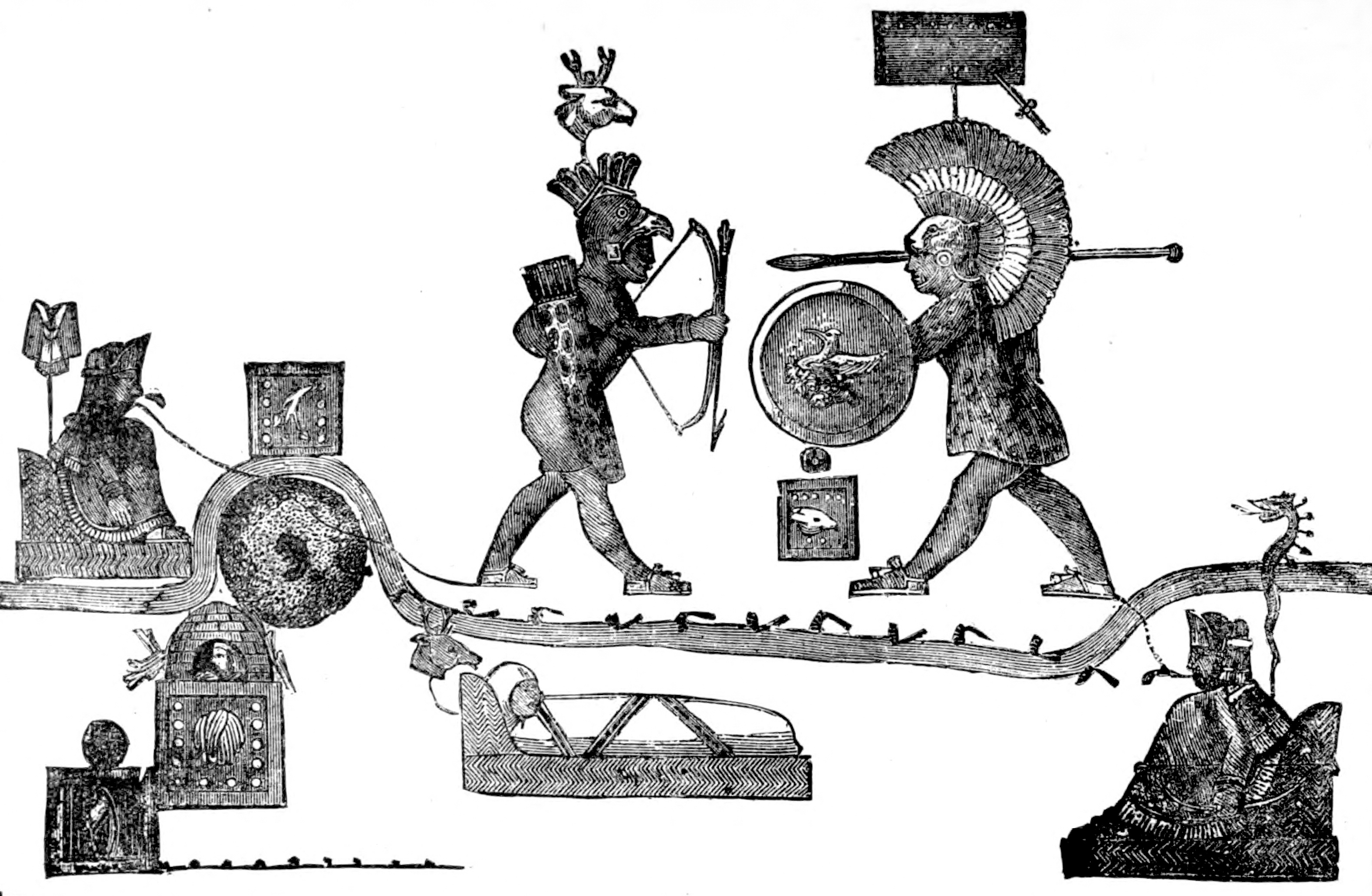
Ацтекська писемність

Ацтекська писемність — піктографічно-ідеографічна письмова система мови науатль із застосуванням логосилабічного типу письма, яке існувало в ацтеків доколоніального періоду. Було засновано на письмі народів Оахаки, з часом розвинувши власні риси. Недосконалість ацтекської писемності вело до того, що передача пам'ятників літератури від покоління до покоління мала усний характер. Після Коністи латиниця швидко витіснила ацтекську писемність, насамперед через відсутність у ній «поганського духу», легкості написання і менших можливостей для неправильного тлумачення тексту. Певну роль відіграло тут і друкарство.

## Витоки
Стосовно появи в ацтеків писемності немає достеменної інформації, що пов'язано з діями самих ацтеків, які в часи Іцкоатля та Тлакаелеля знищили частину своїх ранніх книг-кодексів, та активним нищенням іспанцями ацтекської культури в перші роки Конкісти.
На думку дослідників ацтеки перейняли писемні прийоми у народів Оахаки, зокрема сапотеків та міштеків. Останні, ймовірно, запозичили писемність в ольмеків. Частина вчених вбачають в ацтекській писемності також вплив тольтеків.

## Характеристика

### Піктограми та ідеограми
Ацтекська писемність не мало алфавіту, що було суттєвим недоліком. Вони користувалися ієрогліфічним письмом, в якому всі символи представляли собою різного роду малюнки. Багато хто з цих малюнків були простими піктограмами, в яких об'єкт був представлений своїм мініатюрним зображенням, часто дуже стилізованим.
Ця система могла задовільняти потреби, коли мала справу з об'єктами, які легко розумілися на малюнку. Втім виникали складності, коли потрібно було зобразити абстрактні поняття або зв'язки. До деякої міри ці труднощі долалися, використанням символами не як піктограм, а як ідеограми, в яких об'єкти виказували не лише свою природу, але також закладені в них ідеї та поняття, що з ними асоціювалися. Тварини, рослини, рельєф місцевості передавалися піктограмами. Стійкість цієї системи писемності пов'язана з тим, що в центральній Мексиці здавна жили представники абсолютно різних мовних груп, й рукопис з таким типом письма міг бути зрозумілим носію будь-якої мови.
Символи не розміщувалися послідовно, один за іншим, як букви і слова в книзі, а утворювали частину більш великої композиції, яка часто мала вигляд сцени, в якій багато що відбувалося одночасно. Нижня частина картинки зазвичай зображувало землю, а верхня — небо. Оскільки ацтекам були невідомі правила перспективи, відстань показано за допомогою розміщення найдальших фігур нагорі сторінки, що знаходяться ближче — внизу. Порівняльна важливість позначається розмірами: правитель, який здобув перемогу, міг бути намальований більше, ніж його переможений ворог. Всі фігури зображувалися в профіль, без поворотів в три чверті або якось інакше.
Комбінація з окремих зображень в єдиний блок підпорядковувалася суто образотворчому принципу. Читач повинен був сам вгадувати порядок читання частин. Так, наприклад, блок із зображень прапора (пан-тлі), каменю (те-тль), зубів (тлен-тлі) і губ (те-нтлі) повинен був читатися небудь: пантетланте (зверху вниз), або тетлантепан (знизу вгору). Дійсним же його читанням було: Тетепатлан. Поступово число таких силабічних блоків в рукописах зростало.

### Фонетика
Був фонетичний елемент. Малюнки іноді використовувалися для того, щоб передати фонетику слова, а не його зміст. Так, умовне позначення зуба (тлантлі) виражало склад «тлан». Символ дерева або лісу (куауітль) позначав склад «куау», камінь (тетль) — «те», гора (тепетль) — «тепе» і так далі. Голосні звуки іноді представлялися фонетично: звук «а» символом води (атль), звук «о» — символом дороги (отлі).
Назви міст можна було виразити комбінацією таких фонограм. Знаком ацтекської столиці — Теночтітлана — було каміння (тетль), з якого росла опунція (ночтлі). Точтепекан позначався кроликом (точтлі) над горою (тепетль). Куаутітлан позначався деревом (куауітль) із зубами (тлантлі), Куаунауак — деревом з сувоєм промови.

### Кольори
Велике значення мав колір, в який забарвлювалося те або інше зображення. Так, людська фігура жовтого кольору означала неодмінно жінку, фіолетове забарвлення вказувала на верховного володаря. Символіка кольору відігравала особливо важливу роль в культових рукописах: синій колір пов'язувався з півднем, поєднання чорного і червоного кольорів означало поняття «мудрість» і «лист». Не менше значення мала й чисто календарна символіка.

## Цифри
Ацтеки застосовували 20-ричну систему для лічби, яку на письмі зображували за допомогою крапочок та стрілок, частково малюнками (деревами, торбами, руками, серцем, кістками).

## Імена
Особисті імена ацтеків були описового типу і тому могли бути зображені. Так, ім'я тлатоані Акамапічтлі означає «Оберемок Очерету», і його піктограмою була рука, що стискає оберемок стебел.